# Masters de Montecarlo 2025
El Rolex Monte-Carlo Masters 2025 fue un torneo de tenis masculino que se jugó en abril de 2025 sobre tierra batida. Fue la 118.ª edición del llamado Masters de Montecarlo, patrocinado por Rolex. Tuvo lugar en el Monte Carlo Country Club de Roquebrune-Cap-Martin (Francia), cerca de Montecarlo (Mónaco).

## Puntos y premios en efectivo

### Distribución del Torneo
| Evento       | G    | F   | SF  | CF  | R16 | R32 | R48 | C  | C2 | C1 |
| Individuales | 1000 | 650 | 400 | 200 | 100 | 50  | 10  | 30 | 16 | 0  |
| Dobles       | 1000 | 600 | 360 | 180 | 90  | 45  | 0   | —  | —  | —  |

### Premios en efectivo
| Evento       | G         | F         | SF        | CF        | Ronda de 16 | Ronda de 32 | Ronda de 48 | Q2       | Q1     |
| Individuales | 946 610 € | 516 925 € | 282 650 € | 154 170 € | 82 465 €    | 44 220 €    | 24 500 €    | 12 550 € | 6570 € |
| Dobles       | 290 410 € | 157 760 € | 86 660 €  | 47 810 €  | 26 275 €    | 14 350 €    | —           | —        | —      |

## Cabezas de serie

### Individuales masculino
| N.º | Rank. | Tenista               | Puntos | Puntos por defender | Puntos ganados | Nuevos puntos | Ronda hasta la que avanzó en el torneo             |
| 1   | 2     | Alexander Zverev      | 7645   | 100                 | 10             | 7555          | Segunda ronda, perdió ante Matteo Berrettini       |
| 2   | 3     | Carlos Alcaraz        | 6720   | 0                   | 1000           | 7720          | Campeón, venció a Lorenzo Musetti [13]             |
| 3   | 5     | Novak Djokovic        | 4510   | 400                 | 10             | 4120          | Segunda ronda, perdió ante Alejandro Tabilo        |
| 4   | 7     | Casper Ruud           | 3765   | 650                 | 100            | 3215          | Tercera ronda, perdió ante Alexei Popyrin          |
| 5   | 6     | Jack Draper           | 3780   | 10                  | 100            | 3870          | Tercera ronda, perdió ante Alejandro Davidovich    |
| 6   | 8     | Stefanos Tsitsipas    | 3445   | 1000                | 200            | 2645          | Cuartos de final, perdió ante Lorenzo Musetti [13] |
| 7   | 9     | Andrey Rublev         | 3440   | 10                  | 100            | 3530          | Tercera ronda, perdió ante Arthur Fils [12]        |
| 8   | 10    | Álex de Miñaur        | 3335   | 200                 | 400            | 3535          | Semifinales, perdió ante Lorenzo Musetti [13]      |
| 9   | 11    | Daniil Medvédev       | 3290   | 100                 | 100            | 3290          | Tercera ronda, perdió ante Álex de Miñaur [8]      |
| 10  | 12    | Holger Rune           | 3270   | 200                 | 10             | 3080          | Primera ronda, se retiró ante Nuno Borges          |
| 11  | 14    | Ben Shelton           | 2690   | 0                   | 10             | 2700          | Primera ronda, perdió ante Alejandro Davidovich    |
| 12  | 15    | Arthur Fils           | 2670   | 50                  | 200            | 2820          | Cuartos de final, perdió ante Carlos Alcaraz [2]   |
| 13  | 16    | Lorenzo Musetti       | 2650   | 100                 | 650            | 3200          | Final, perdió ante Carlos Alcaraz [2]              |
| 14  | 17    | Frances Tiafoe        | 2525   | (25)                | 50             | 2550          | Segunda ronda, perdió ante Alexei Popyrin          |
| 15  | 18    | Grigor Dimitrov       | 2495   | 100                 | 200            | 2595          | Cuartos de final, perdió ante Álex de Miñaur [8]   |
| 16  | 19    | Félix Auger-Aliassime | 2415   | 50                  | 10             | 2375          | Primera ronda, perdió ante Daniel Altmaier [Q]     |

- Ranking del 31 de marzo de 2025.[2]

#### Bajas
| Rank. | Tenista       | Puntos antes | Puntos por defender | Puntos ganados | Puntos después | Motivo                 |
| ----- | ------------- | ------------ | ------------------- | -------------- | -------------- | ---------------------- |
| 1     | Jannik Sinner | 10 330       | 400                 | 0              | 9930           | Suspensión por dopaje. |
| 4     | Taylor Fritz  | 5290         | 10                  | 0              | 5280           | Problemas físicos.     |

### Dobles masculino
| Tenista                            | Ranking | Preclasificado |
| Marcelo Arévalo Nikola Mektić      | 2       | 1              |
| Harri Heliövaara Henry Patten      | 7       | 2              |
| Simone Bolelli Andrea Vavassori    | 13      | 3              |
| Kevin Krawietz Tim Puetz           | 17      | 4              |
| Marcel Granollers Horacio Zeballos | 21      | 5              |
| Nikola Mektić Michael Venus        | 27      | 6              |
| Julian Cash Lloyd Glasspool        | 31      | 7              |
| Máximo González Andrés Molteni     | 37      | 8              |

## Campeones

### Individual masculino
Carlos Alcaraz venció a  Lorenzo Musetti por 3-6, 6-1, 6-0

### Dobles masculino
Romain Arneodo /  Manuel Guinard vencieron a  Julian Cash /  Lloyd Glasspool por 1-6, 7-6(10-8), [10-8]